# 後將軍
后将军，将军名号。战国时始置，统辖一方面军旅。
春秋晋国以卿为将军，因而有将军之称。战国时，将军始为武官名，掌征伐。汉朝有前将军、后将军、左将军、右将军，金印紫绶，列上卿。位次大将军及骠骑将军、车骑将军、卫将军。汉朝不常置此四将军，或置前后将军，或置左右将军，掌管京师兵卫和四夷屯警。有战事典兵、奉命出征。设长史、司马等僚属。平时无具体职务，一般兼任他官，常加诸吏、散骑、给事中等号，成为中朝官，宿卫皇帝左右，参与朝议。东汉大将军、骠骑将军、车骑将军、卫将军位比公，前后左右四将军位上卿。魏晋南北朝地位略高于杂号将军，官三品，北周为正七命。
著名的后将军有西汉时期的李广、曹襄、赵充国，三国时期蜀汉的黄忠、刘琰、吴班、刘邕、宗预、姜维、张表，曹魏的朱灵、文聘、曹洪、费曜、牛金、钟毓，和孙吴的贺齐等。